# Canottaggio ai Giochi della XXVIII Olimpiade - 2 di coppia femminile
La gara di 2 di coppia femminile dei Giochi della XXVIII Olimpiade si è svolta tra il 14 e il 21 agosto 2004.

## Batterie
Hanno partecipato alle batterie di qualificazione 10 equipaggi, suddivisi in 2 batterie: i primi 3 di ogni batteria si sono qualificati per la finale.
14 agosto 2004
| Posizione | Nazione       | Atleta                                            | Tempo      |
| --------- | ------------- | ------------------------------------------------- | ---------- |
| 1         | Nuova Zelanda | Georgina Evers-Swindell e Caroline Evers-Swindell | 7'25"57 FA |
| 2         | Gran Bretagna | Sarah Winckless e Elise Laverick                  | 7'29"75 R  |
| 3         | Ucraina       | Natalija Huba e Svitlana Mazij                    | 7'39"02 R  |
| 4         | Francia       | Caroline Delas e Gaelle Buniet                    | 7'41"23 R  |
| 5         | Russia        | Ol'ga Samulenkova e Julija Kalinovskaja           | 7'54"75 R  |

| Posizione | Nazione   | Atleta                                      | Tempo      |
| --------- | --------- | ------------------------------------------- | ---------- |
| 1         | Germania  | Peggy Waleska e Britta Oppelt               | 7'28"89 FA |
| 2         | Bulgaria  | Anet-Jacgueline Buschmann e Miglena Markova | 7'35"46 R  |
| 3         | Romania   | Camelia Mihalcea e Simona Strimbeschi       | 7'39"32 R  |
| 4         | Australia | Donna Martin e Jane Robinson                | 7'41"20 R  |
| 5         | Italia    | Elisabetta Sancassani e Gabriella Bascelli  | 7'46"66 R  |

## Ripescaggi
| Posizione | Nazione       | Atleta                                  | Tempo      |
| --------- | ------------- | --------------------------------------- | ---------- |
| 1         | Gran Bretagna | Sarah Winckless e Elise Laverick        | 6'55"44 FA |
| 2         | Romania       | Camelia Mihalcea e Simona Strimbeschi   | 6'58"00 FA |
| 3         | Australia     | Donna Martin e Jane Robinson            | 7'04"69 FB |
| 4         | Russia        | Ol'ga Samulenkova e Julija Kalinovskaja | 7'12"02 FB |

| Posizione | Nazione  | Atleta                                      | Tempo      |
| --------- | -------- | ------------------------------------------- | ---------- |
| 1         | Bulgaria | Anet-Jacgueline Buschmann e Miglena Markova | 6'52"78 FA |
| 2         | Ucraina  | Natalija Huba e Svitlana Mazij              | 6'57"37 FA |
| 3         | Italia   | Elisabetta Sancassani e Gabriella Bascelli  | 7'01"63 FB |
| 4         | Francia  | Caroline Delas e Gaelle Buniet              | 7'03"50 FB |

## Finale
| Posizione | Nazione       | Atleta                                            | Tempo   |
| --------- | ------------- | ------------------------------------------------- | ------- |
|           | Nuova Zelanda | Georgina Evers-Swindell e Caroline Evers-Swindell | 7'01"79 |
|           | Germania      | Peggy Waleska e Britta Oppelt                     | 7'02"78 |
|           | Gran Bretagna | Sarah Winckless e Elise Laverick                  | 7'07"58 |
| 4         | Bulgaria      | Anet-Jacgueline Buschmann e Miglena Markova       | 7'13"97 |
| 5         | Romania       | Camelia Mihalcea e Simona Strimbeschi             | 7'17"58 |
| 6         | Ucraina       | Natalija Huba e Svitlana Mazij                    | 7'21"78 |

| Posizione | Nazione   | Atleta                                     | Tempo   |
| --------- | --------- | ------------------------------------------ | ------- |
| 1         | Francia   | Caroline Delas e Gaelle Buniet             | 6'52"55 |
| 2         | Italia    | Elisabetta Sancassani e Gabriella Bascelli | 6'54"51 |
| 3         | Australia | Donna Martin e Jane Robinson               | 6'55"17 |
| 4         | Russia    | Ol'ga Samulenkova e Julija Kalinovskaja    | 7'02"25 |